# بيل مكينون
بيل مكينون (بالإنجليزية: Bill McKinnon)‏ هو سياسي أسترالي، ولد في 24 يناير 1933 في المملكة المتحدة. حزبياً، نشط في حزب العمال الأسترالي. وقد انتخب عضو مجلس نواب تسمانيا عن دائرة Division of Franklin (state) ‏ (28 سبتمبر 1979 – 8 فبراير 1986) وانتخب عضو مجلس نواب تسمانيا عن دائرة Division of Franklin (state) ‏ (12 ديسمبر 1977 – 28 يوليو 1979).